# 赵昭仪
赵昭仪（—前7年），名不详，為西漢漢成帝贵妃。与姐姐赵飞燕同侍皇帝，专宠後宮，榮華十余年。
赵氏姐妹是中国历史上传奇和神話般的美女。各种史料记载她们的事迹，大多评以红颜祸水並要為漢室衰弱負責。
《漢書》未记载她的名字，趙合德之名出于小说《飞燕外传》。

## 生平
在胞姊趙飛燕得寵後，赵氏亦入宮隨侍汉成帝，同样受封为婕妤。
永始元年（前16年），家姊趙飛燕被封为皇后。后来，汉成帝对皇后赵飞燕的宠爱减少，取而代之的是赵婕妤，進而受立为昭仪。漢成帝接著為赵合德起建昭陽宮，殿宇「中庭彤木，殿上髹漆，砌若銅沓，黃金塗，白玉階，璧帶黃金釭，函藍田璧，明珠、翠玉飾之，自後宮未嘗有也。」赵氏姐妹受皇帝专宠十余年，但两人均未生下一個兒子，於是姐妹倆便殘害漢成帝的子嗣。
前7年春的一天，漢成帝起床不久即暴毙，太后言『皇帝暴崩，群众讙哗怪之。掖庭令辅等在后庭左右，侍燕迫近，杂与御史、丞相、廷尉治问皇帝起居发病状』，赵合德因此自杀。
哀帝即位后，司隶解光在奏章中弹劾赵昭仪『倾乱圣朝，亲灭继嗣』，称其怂恿皇帝杀害许美人和中宫史曹宫所生皇子。赵合德灭绝成帝皇嗣一事也成为燕啄皇孙典故的来源。
墓葬地无具体记载。今有学者推测，汉成帝延陵北部“三座圆丘形封土”为赵昭仪姐妹，以及废后许氏的墓葬:67。

## 小說
同姐姐赵飞燕一样，赵昭仪的故事也多出自于小說，包括“赵合德”一名。在野史中她相比姐姐更受宠爱，体态丰腴，加上工於心計，巧于辞令，而趙昭仪正值性慾強烈時期，慾火異常旺盛，成帝荒淫好色，昏庸腐朽，与其日夜纵慾淫樂，性能力迅速衰退，后为与赵昭仪继续行床笫之事，服下七顆名為「慎恤膠」的春藥，來刺激自己的慾火，最终在云雨之后身亡。赵昭仪因此被迫自殺。

### 温柔乡
出自《赵飞燕外传》，史載她“膚如凝脂，豐腴瑩潤”，汉成帝与赵昭仪行床笫之事后大悦，沉迷于她豐腴身軀及豐滿乳房，言“吾老是乡矣，不能效武皇帝求白云乡”。故此引申出温柔乡的典故。

### 祸水
出自《赵飞燕外传》，在姐姐的介绍下，赵昭仪进宫之后深受宠幸，披香博士淖方成唾曰：“此祸水也，灭火必矣！”在五行论中，汉朝属于火德，赵昭仪得宠于成帝，是为水之灭火。

### 狐仙
《昭陽趣史》認為趙合德乃松果山九尾狐仙降世，最後與姐姐趙飛燕（青邱山燕子精）飛升進入漢成帝的仙宮如意真人院潛心修行三百年後證果。

## 影視作品

### 電視劇
| 影視作品     | 飾演赵合德的演員 |
| 《漢宮飛燕》 | 袁立             |
| 《母儀天下》 | 郭珍霓           |

### 书籍
- 《汉书·卷九十七下·外戚传第六十七下》